# Guiry-en-Vexin
Guiry-en-Vexin is een gemeente in het Franse departement Val-d'Oise (regio Île-de-France) en telt 165 inwoners (2012). Guiry ligt in het hart van de Vexin (français), een oude Franse landstreek ten noordwesten van Parijs. De plaats maakt deel uit van het arrondissement Pontoise.

## Geografie
De oppervlakte van Guiry-en-Vexin bedraagt 6,2 km², de bevolkingsdichtheid is 28,2 inwoners per km².
De onderstaande kaart toont de ligging van Guiry-en-Vexin met de belangrijkste infrastructuur en aangrenzende gemeenten.

## Demografie
Onderstaande figuur toont het verloop van het inwonertal (bron: INSEE-tellingen).

## Bezienswaardigheden
- le château de Guiry: het kasteel werd in 1665 opgetrokken voor de markies André de Guiry door François Mansart en, na diens dood, door zijn achterneef Jules Hardouin-Mansart. Het is classicistisch van stijl en heeft één verdieping en een mansardedak.
- l'église Saint-Nicolas: de kerk werd tussen 1518 en 1547 gebouwd, waarschijnlijk door architect Jean Grappin. Het gebouw is laatgotisch en renaissancistisch van stijl. Opvallend is dat de klokkentoren de linkerkant van de voorgevel helemaal inneemt.
- le musée archéologique départemental du Val-d'Oise: biedt een chronologische voorstelling van ruim 35000 voorwerpen, vanaf het Paleolithicum tot  de middeleeuwen. Ze zijn het resultaat van archeologische opgravingen. Vermeldenswaardig is vooral de verzameling merovingische verticale gedenk- en grafstenen.
- la croix 'pattée': een kruis met een heel bijzondere vorm, eigen aan de Vexin français, waarvan er nog een twintigtal bestaan. Deze monolithische kruisen dienden waarschijnlijk als grenspaal.